# هربرشتینگن
شهر هربرشتینگندر ایالت بادن-وورتمبرگ در کشور آلمان واقع شده‌است.